# Álvaro López Núñez
Álvaro López Núñez (León, 2 de junio de 1865 - Madrid, 30 de septiembre de 1936) fue un periodista y escritor español, académico de la Real Academia de Ciencias Morales y Políticas y acérrimo defensor de la asistencia social, los seguros sociales y la democracia cristiana. Murió ejecutado junto a una de sus hijas por milicianos al comienzo de la guerra civil española.

## Vida
Fue el último hijo de una familia numerosa de ocho hijos originaria de La Bañeza. Su padre fue Deogracias López Villabrille, procurador en los Tribunales. López Núñez creció en un ambiente humanístico; uno de los hermanos fue poeta y otros participaron en actividades no políticas. Entre las amistades de su familia figuraban personas tan destacadas como Fernando Merino, yerno de Sagasta, Juan Manuel Orti y Lara y José María Quadrado.
Realizó sus estudios hasta el bachillerato en León, y posteriormente en Salamanca estudió y se licenció en Filosofía y Letras. Terminada su carrera, López Núñez se dedicó a la enseñanza privada en Palencia, León y Medina de Rioseco y a la literatura.
En 1895, al cumplir los treinta años, López Núñez, siguiendo los consejos de Fernando Merino, de Orti Lara y de otros leoneses conocedores de sus cualidades y propicios a ayudarle, se trasladó con su familia a Madrid donde desarrollará la mayor parte de su carrera. En un primer momento trabajó en un modesto empleo en Correos, para dedicarse después a la administración de fincas urbanas, a los seguros (en la sociedad "La Mundial", de la que llegaría a ser secretario) y a la representación en España de la Editorial Benziger de Einsiedeln, Suiza, que publicaría algunas de sus obras literarias.
Fundador de La Lectura Dominical, en 1899 se convirtió también en fundador del periódico católico El Universo junto a Rufino Blanco Sánchez, el grupo político en torno al marqués de Comillas y Juan Manuel Orti y Lara. En este periódico ejercería la crítica literaria y teatral.
Fue uno de los firmantes del manifiesto fundacional del Grupo de la Democracia Cristiana.
El 16 de diciembre de 1919 fue elegido académico de la Real Academia de Ciencias Morales y Políticas y tomó posesión el 6 de junio del siguiente año. Su discurso de ingreso versó acerca del Ideario de Previsión Social y fue contestado por Eduardo Sanz y Escartín, conde consorte de Lizárraga.

## Matrimonio e hijos
Se casó a los veinte años con la poetisa de Medina de Rioseco, Carolina Valencia Castañeda (1860-1954), con la cual tuvo seis hijos: tres varones, Federico (que fue primer jefe del Estado Mayor de África, luego gobernador militar de Huesca y acabó jubilándose en Canarias con un cargo similar), José María e Ignacio, y tres mujeres, Teresa, María y Esther, la última de las cuales fue fusilada, junto a su padre, en las tapias del cementerio de La Almudena.